# 이마이케 정류장
이마이케 정류장(일본어: 今池停留場, いまいけていりゅうじょう)은 일본 오사카부 오사카시 니시나리구에 있는 한카이 전기 궤도의 정류장이다. 역 번호는 HN53이다.

## 역사
- 1911년 12월 1일: 한카이 전기 궤도의 개업.
- 1914년 4월 26일: 히라노 선 개업.
- 1915년 6월 21일: 난카이 철도와의 합병으로 본 철도의 역이 됨.
- 1944년 6월 1일: 회사 합병으로 긴키 닛폰 철도의 역이 됨.
- 1947년 6월 1일: 난카이 전기 철도 노선 양도로 인하여 난카이 전기 철도의 역이 됨.
- 1949년 6월 20일: 난카이 덴노지 지선의 이마이케마치 역이 개업하고 환승역이 됨.
- 1980년
  - 11월 28일: 히라노 선 폐지.
  - 12월 1일: 노선 양도로 인하여 한카이 전기 궤도의 역이 됨.

## 정류장 구조
성토 상에 상대식 2면 2선의 플랫폼이 있고 스미요시 방향의 계단으로 출입하는 형태이고 고가역이다. 각각의 플랫폼은 구내 건널목에서 연결되어 있다. 과거에는 난카이 히라노 선에 대한 분기선 이 난카이 덴노지 지선 이마이케마치 역과의 연락 역이었다. 지금도 역 남쪽에 히라노 선의 분기 흔적이 남아 있다.

## 역 주변
- 오사카 시영 지하철 도부쓰엔마에 역
- 오사카 시 교통국 지하철 요쓰바시 선 하나조노초 역
- 난카이 고야 선 하기노차야 역
- 이마이케혼도리 상가
- 하기노챠야혼도리 상가
- 마쓰노키다이묘진
- 토비타 유곽 흔적
- 니시나리 경찰서
- 니시이마이케 우체국
- 오에스 극장

## 사진

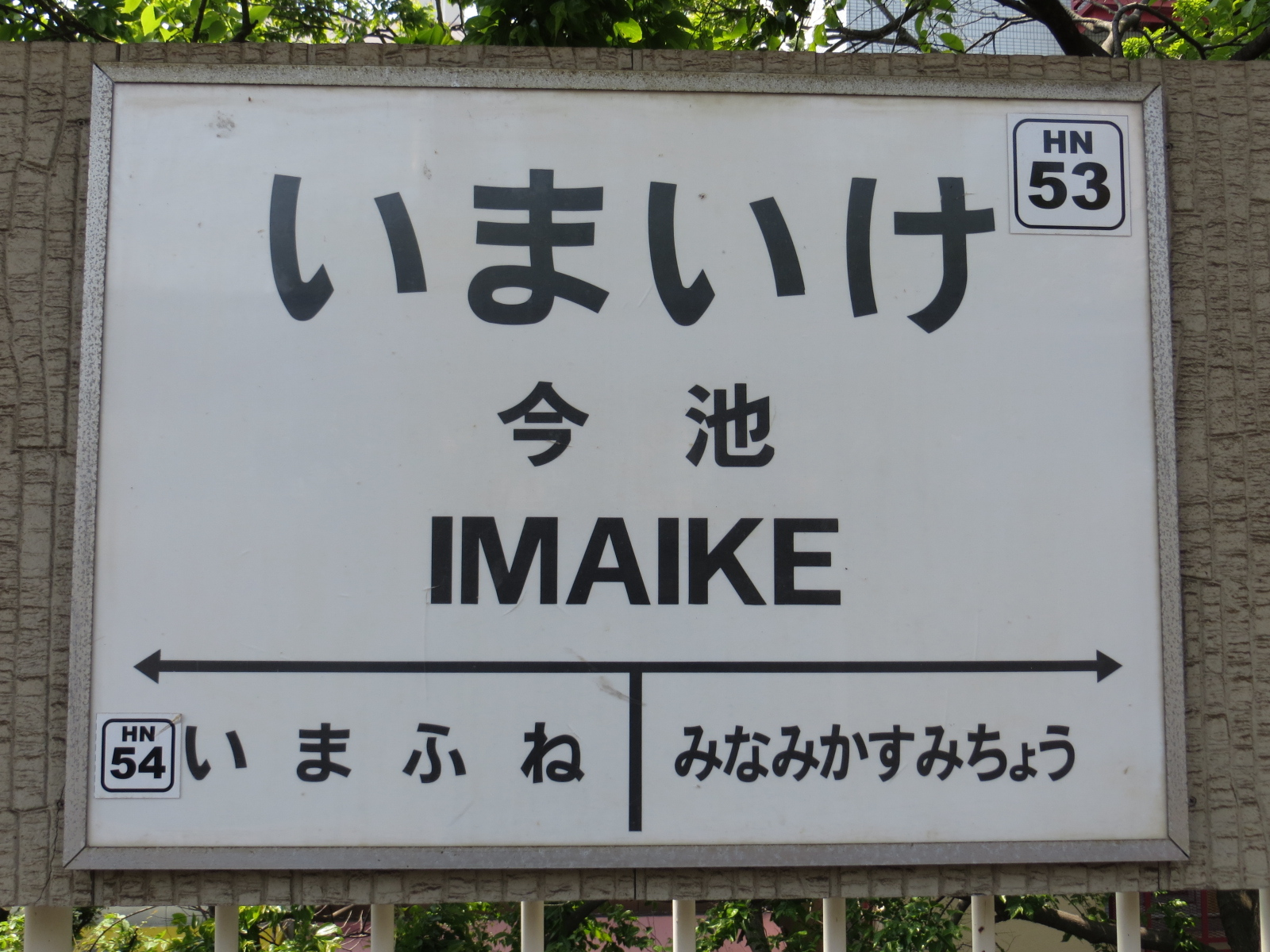
역명판

## 인접역
| 한카이 전기 궤도 ■ 한카이 선          | 한카이 전기 궤도 ■ 한카이 선 | 한카이 전기 궤도 ■ 한카이 선        |
| ------------------------------------- | ---------------------------- | ----------------------------------- |
| HN52 신이마미야에키마에 에비스초 방면 |                              | 이마후네 HN54 하마데라에키마에 방면 |